# عبد القادر عياض
عبد القادر عياض (بالفرنسية: Abdelkader Aïad)‏ (3 يونيو 1968 - ) هو إعلامي جزائري، التحق بالتلفزبون الجزائري كمُقدِّم أخبار، وانتقل إلى قناة الجزيرة الأخبارية القطرية، وقدم عدة برامج من أهمها برنامج ما وراء الخبر، وكذا منبر الجزيرة.

## حياته ونشأته
عبد القادر عياض من مواليد الرويسات بولاية ورقلة التي تقع جنوب شرق الجزائر.، حاصل علي بكالوريوس آداب وعلوم انسانية من الجزائر.

## مسيرته
عبد القادر عياض، مذيع ومقدم برامج بقناة الجزيرة منذ يناير 2001، بدأ مسيرته مع الإعلام من الإذاعة الجزائرية عام 1995، ثم انتقل إلى التلفزيون الجزائري عام 1997 مذيعا للنشرات الرئيسية.
- قدم برامج "بين السطور" و"أكثر من رأي " و"الشريعة والحياة"، وبلا حدود" و"عين الجزيرة" وغيرها.
- شارك في تغطية أحداث مهمة منها حرب العراق مراسلا ومذيعا عام 2004
- أنجز تقارير وتغطيات عن حصار الفلوجة،
- كشف في سبق صحافي عالمي مجاعة النيجر عام 2005،
- أنجز مجموعة من التقارير المميزة للحج. وحاور شخصيات مهمة في العالم من بينها الرئيس التركي رجب طيب أردوغان بعد محاولة الانقلابية الفاشلة التي تعرض لها.

- سنة 1994 التحق بالإذاعة الجزائرية مذيعا للبرامج.
- كان مراسلا ميدانيا في التلفزيون الجزائري حتى سنة 1997.
- غطّى حصار الفلوجة في العراق عام 2004 تغطيات متميّزة.
- غطّى الحج عام 2008 وقد حظيت تغطيته بنسب مشاهدات عالية على شاشات الجزيرة.
- قدم العديد من أشهر برامج الجزيرة ابتداء من برنامج ما بين السطور والشريعة والحياة وأكثر من رأي وكذلك الاتجاه المعاكس وبلا حدود، وصولا إلى البرنامج الحالي: ما وراء الخبر.
- أجرى العديد من اللقاء ات الخاصة مع عدد من الشخصيات الهامة والمؤثرة، لعل أبرزها حواره مع وزير خارجية طالبان قبيل فترة وجيزة من أحداث الحادي عشر من سبتمبر عام 2001.